# Boston (Band)
Boston ist eine US-amerikanische Rockband aus Boston, Massachusetts, die ihre größten Erfolge in den 1970er und 1980er Jahren feierte. In wechselnden Besetzungen besteht die Gruppe bis heute, wobei Tom Scholz als Gitarrist, Autor und Produzent das letzte verbliebene Gründungsmitglied ist. Die bekanntesten Stücke von Boston sind More Than a Feeling, Don’t Look Back und Amanda.

## Geschichte

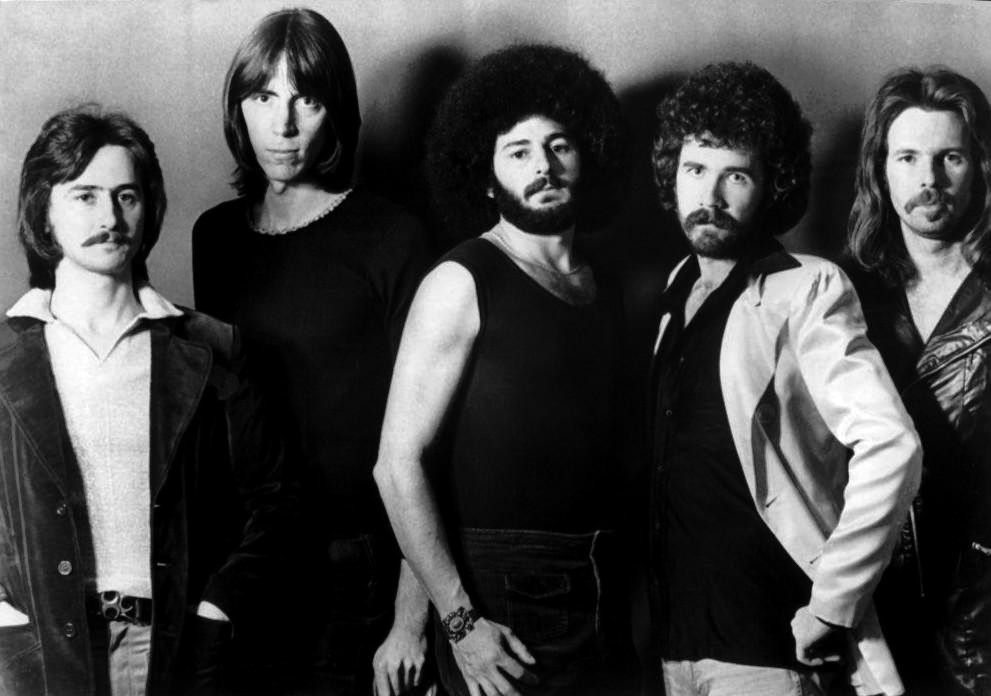
Die Band 1977. Von links nach rechts: Barry Goudreau, Tom Scholz, Sib Hashian, Brad Delp, Fran Sheehan

Die Vorgeschichte zu Boston begann 1969, als Scholz begann, Musik zu schreiben, darunter das später auf dem Debütalbum veröffentlichte Instrumental Foreplay. Scholz trat dann der Band Freehold bei, wo er zusammen mit den späteren Boston-Musikern, dem Gitarristen Barry Goudreau, dem Sänger Brad Delp († 2007) und dem Schlagzeuger Jim Masdea spielte. 1973 gründeten diese vier die Gruppe Mother’s Milk, die sich 1974 wieder auflöste. Zu dieser Zeit begann der Multiinstrumentalist Scholz zusammen mit Goudreau, Delp und Masdea in seinem privaten Tonstudio in Wayland damit, eine Serie von Demotapes mit selbstgeschriebenen Songs aufzunehmen. Anfangs fungierte er hauptsächlich als Keyboarder und Tontechniker. Der erste Satz Kassetten fand jedoch wenig Anklang bei Plattenfirmen. Ein zweiter Satz Aufnahmen, auf dem Scholz anstelle von Goudreau mehr an der Gitarre zu hören war, führte schließlich bei Epic Records zu einem Plattenvertrag.
Als die Band bei Epic vorspielen sollte, kam der Bassist Fran Sheehan dazu. Für die Aufnahmen zum Debütalbum in den Jahren 1975 und 1976 wurde auf Wunsch der Plattenfirma das Schlagzeug mit Sib Hashian besetzt, da sie mit Masdea unzufrieden gewesen war. Da die Plattenfirma auch darauf bestand, dass das Album von einer richtigen Band eingespielt wurde, nahm die deswegen zusammengestellte Band drei der Demotitel neu auf, von denen aber nur einer auf das Album kam; der Rest des Albums bestand aus von Scholz weitgehend allein neu eingespieltem alten Demomaterial, darunter auch der Welthit More Than a Feeling, der von Scholz’ Gitarren und Delps Stimme getragen wird. Das Album erschien 1976 und war sehr erfolgreich. Es wird in den USA bis heute als erfolgreichstes Debütalbum einer Musikgruppe bezeichnet; über 17 Millionen Exemplare wurden davon verkauft. Damit erreichte es den Status einer Diamantenen Schallplatte (17 Mal Platin). Nur Guns N’ Roses verkauften ungefähr eine Million mehr Exemplare von Appetite for Destruction, dessen Status als Debütalbum jedoch umstritten ist. Die beiden Boston-Singles More Than a Feeling und Peace of Mind landeten auf den vorderen Plätzen der US-Billboard-Charts.
Bis 1978 arbeitete Scholz am Nachfolger. Auf Drängen der Plattenfirma wurde das Album im selben Jahr veröffentlicht. Mit Don’t Look Back konnte Boston an den alten Erfolg anknüpfen. Das Album erreichte Platz 1 der Charts und auch die gleichnamige Single erreichte die Top 5.
Im Anschluss an eine zweijährige Tournee war 1980 die Zukunft der Band wegen Streitigkeiten mit dem Management und der Plattenfirma unklar. Daher veröffentlichte Barry Goudreau ein selbstbetiteltes Soloalbum. Unterstützt wurde er von seinen Bandkollegen Brad Delp als Sänger und Sib Hashian als Schlagzeuger sowie dem späteren Boston-Sänger Fran Cosmo. Das im Stil ähnliche Album kann als Quasi-Boston-Album (ohne Tom Scholz) bezeichnet werden. Nicht einverstanden mit dem Verhalten der Plattenfirma beschloss Scholz, sich beim dritten Album keinen Druck machen zu lassen. Insgesamt benötigte er acht Jahre; vom vorhergegangenen Line-Up waren nur noch er und Brad Delp übrig. Third Stage (1986) knüpfte direkt an den alten Erfolg an und erreichte in den USA Spitzenpositionen. Das führte dazu, dass auch die beiden vorherigen Alben wieder in die Top 200 kamen.
Bis in die 1990er Jahre führte Epic einen Prozess mit Scholz, da er durch die lange Aufnahmezeit seinen Vertrag gebrochen habe. 1990 wurde die Klage abgewiesen und die Plattenfirma zur Zahlung von Tantiemen in zweistelliger Millionenhöhe verurteilt. Mit komplett neuer Besetzung, unter anderem dem Sänger Fran Cosmo, arbeitete Scholz von da an am vierten Album von Boston. Walk On erschien 1994 und konnte nicht an den kommerziellen Erfolg der Vorgänger anknüpfen. Dem Album wurde konsequent Fernseh- und Radio-Airplay verweigert. Trotz des Erfolgs der Livekonzerte, bei denen Boston immer noch die Hallen füllen konnte, kündigte MCA Records den Vertrag. Scholz arbeitete auf eigene Kosten an einem Nachfolger. Brad Delp kehrte in den späten 1990ern zur Gruppe zurück und teilte sich von da an den Gesang mit Fran Cosmo. 1997 wurde ein Greatest-Hits-Album veröffentlicht, auf dem auch zwei neue Stücke zu hören sind.
2002 stellte Boston einen Track auf der Downloadplattform MP3.com ein. Der Track wurde zum beliebtesten Download der Seite und erreichte ein Millionenpublikum. Das folgende Album Corporate America konnte allerdings nur einen Achtungserfolg erringen. Mehrere erfolgreiche Tourneen folgten. Im Jahr 2006 wurden die ersten beiden Alben der Band als Remastered-Ausgaben wiederveröffentlicht.
Brad Delp beging am 9. März 2007 Suizid. Im selben Jahr organisierte Scholz deswegen in Massachusetts das Benefizkonzert Come Together: A Tribute To Brad Delp, an dem sich mit Ausnahme von Sib Hashian alle früheren Boston-Mitglieder beteiligten. Den Gesang von Delp übernahm Tommy DeCarlo, der sich auf MySpace erfolgreich mit an den Verstorbenen erinnernden Interpretationen beworben hatte. Michael Sweet, Sänger und Gitarrist der White-Metal-Band Stryper, wurde als Sänger für die Brad-Delp-Tribute-Tour angefragt. Der Erfolg dieser Konzerte führte zu einer weiteren Zusammenarbeit der Band mit Michael Sweet, der nun auch auf der aktuellen LP und bei weiteren Konzerten als Sänger und Frontman mitwirkte. Im Jahr 2011 verließ er die Band wieder, nachdem Scholz DeCarlo bei den Aufnahmen für das neue Album bevorzugte.
Die 2012er Tournee bestritt Boston anstelle von Kimberley Dahme und Jeff Neal mit ihrem ehemaligen Schlagzeuger Curly Smith, Stryper-Bassist Tracie Ferry sowie Gastsänger David Victor. Im Frühjahr 2013 gab die Band auf ihrer Website bekannt, dass Tom Scholz die bislang über zehn Jahre andauernden Arbeiten am nächsten Studioalbum bald abschließen werde und dieses noch 2013 erscheinen werde. Außerdem kündigte Boston an, dass nach Abschluss der Albumproduktion die Arbeiten an einer Live-DVD beginnen würden. Das Album heißt Life, Love & Hope und erschien am 3. Dezember 2013.

## Stil
Der Musikstil der Band ist ein melodischer Hard Rock. Zielgruppe der komplexen Kompositionen sind vor allem erwachsene Hörer, weshalb die Musik auch dem Adult Orientated Rock (AOR) zugerechnet wird. Ein Markenzeichen des Boston-Sounds ist die doppelt geführte Leadgitarre und die sehr harmonische Melodieführung. Zudem verwendet die Band keine Synthesizer, sondern als Keyboards lediglich Hammond-Orgel und Piano. Die synthetischen Sounds werden experimentell (z. B. mit alten Transistorradios) oder mit den eigens von Tom Scholz für die Band entwickelten Geräten Rockman und Power-Soak erzeugt. Der Rockman wird von der Gitarre angesteuert und imitiert einen Röhrenverstärker sowie einige Effekte. Er erzeugt beispielsweise die „Streicher“ auf dem Album Third Stage. Beim Power-Soak (deutsch etwa ‚Leistungssäufer‘) handelt es sich um zwischen Verstärker und Box eingesetzte Widerstandsnetzwerke, die einen Teil der Ausgangsleistung in Wärme umwandeln und dafür sorgen, dass trotz geringer Lautstärke eine Sättigungsverzerrung erreicht wird.

## Diskografie

### Studioalben
| Jahr | Titel             | Höchstplatzierung, Gesamtwochen, AuszeichnungChartplatzierungen (Jahr, Titel, Platzierungen, Wochen, Auszeichnungen, Anmerkungen) | Höchstplatzierung, Gesamtwochen, AuszeichnungChartplatzierungen (Jahr, Titel, Platzierungen, Wochen, Auszeichnungen, Anmerkungen) | Höchstplatzierung, Gesamtwochen, AuszeichnungChartplatzierungen (Jahr, Titel, Platzierungen, Wochen, Auszeichnungen, Anmerkungen) | Höchstplatzierung, Gesamtwochen, AuszeichnungChartplatzierungen (Jahr, Titel, Platzierungen, Wochen, Auszeichnungen, Anmerkungen) | Höchstplatzierung, Gesamtwochen, AuszeichnungChartplatzierungen (Jahr, Titel, Platzierungen, Wochen, Auszeichnungen, Anmerkungen) | Anmerkungen                              |
| Jahr | Titel             | DE | AT | CH | UK | US | Anmerkungen                              |
| ---- | ----------------- | --- | --- | --- | --- | --- | ---------------------------------------- |
| 1976 | Boston            | DE4 (32 Wo.)DE | — | — | UK11 Gold · (22 Wo.)UK | US3 ×7Diamant + Siebenfachplatin · (138 Wo.)US                                                                                    | Erstveröffentlichung: 25. August 1976    |
| 1978 | Don’t Look Back   | DE10 (15 Wo.)DE | — | — | UK9 (10 Wo.)UK | US1 ×7Siebenfachplatin · (45 Wo.)US                                                                                               | Erstveröffentlichung: 2. August 1978     |
| 1986 | Third Stage       | DE25 (16 Wo.)DE | — | CH13 (12 Wo.)CH | UK37 (11 Wo.)UK | US1 ×4Vierfachplatin · (50 Wo.)US                                                                                                 | Erstveröffentlichung: 23. September 1986 |
| 1994 | Walk On           | DE40 (9 Wo.)DE | — | CH16 (11 Wo.)CH | UK56 (1 Wo.)UK | US7 Platin · (16 Wo.)US | Erstveröffentlichung: 7. Juni 1994       |
| 2002 | Corporate America | — | — | — | — | US42 (3 Wo.)US | Erstveröffentlichung: 5. November 2002   |
| 2013 | Life, Love & Hope | — | — | — | — | US37 (3 Wo.)US | Erstveröffentlichung: 3. Dezember 2013   |

grau schraffiert: keine Chartdaten aus diesem Jahr verfügbar

### Kompilationen
| Jahr | Titel         | Höchstplatzierung, Gesamtwochen, AuszeichnungChartplatzierungen (Jahr, Titel, Platzierungen, Wochen, Auszeichnungen, Anmerkungen) | Höchstplatzierung, Gesamtwochen, AuszeichnungChartplatzierungen (Jahr, Titel, Platzierungen, Wochen, Auszeichnungen, Anmerkungen) | Höchstplatzierung, Gesamtwochen, AuszeichnungChartplatzierungen (Jahr, Titel, Platzierungen, Wochen, Auszeichnungen, Anmerkungen) | Höchstplatzierung, Gesamtwochen, AuszeichnungChartplatzierungen (Jahr, Titel, Platzierungen, Wochen, Auszeichnungen, Anmerkungen) | Höchstplatzierung, Gesamtwochen, AuszeichnungChartplatzierungen (Jahr, Titel, Platzierungen, Wochen, Auszeichnungen, Anmerkungen) | Anmerkungen                          |
| Jahr | Titel         | DE | AT | CH | UK | US | Anmerkungen                          |
| ---- | ------------- | --- | --- | --- | --- | --- | ------------------------------------ |
| 1997 | Greatest Hits | — | — | — | UK— GoldUK | US47 ×2Doppelplatin · (16 Wo.)US                                                                                                  | Erstveröffentlichung: 22. April 1997 |

### Singles
| Jahr | Titel Album                                  | Höchstplatzierung, Gesamtwochen, AuszeichnungChartplatzierungen (Jahr, Titel, Album, Platzierungen, Wochen, Auszeichnungen, Anmerkungen) | Höchstplatzierung, Gesamtwochen, AuszeichnungChartplatzierungen (Jahr, Titel, Album, Platzierungen, Wochen, Auszeichnungen, Anmerkungen) | Höchstplatzierung, Gesamtwochen, AuszeichnungChartplatzierungen (Jahr, Titel, Album, Platzierungen, Wochen, Auszeichnungen, Anmerkungen) | Höchstplatzierung, Gesamtwochen, AuszeichnungChartplatzierungen (Jahr, Titel, Album, Platzierungen, Wochen, Auszeichnungen, Anmerkungen) | Höchstplatzierung, Gesamtwochen, AuszeichnungChartplatzierungen (Jahr, Titel, Album, Platzierungen, Wochen, Auszeichnungen, Anmerkungen) | Anmerkungen                              |
| Jahr | Titel Album                                  | DE | AT | CH | UK | US | Anmerkungen                              |
| ---- | -------------------------------------------- | --- | --- | --- | --- | --- | ---------------------------------------- |
| 1976 | More Than a Feeling Boston                   | DE15 Gold · (15 Wo.)DE | — | CH9 (7 Wo.)CH | UK22 ×2Doppelplatin · (11 Wo.)UK | US5 Gold · (19 Wo.)US | Erstveröffentlichung: 18. September 1976 |
| 1977 | Long Time Boston                             | DE39 (5 Wo.)DE | — | — | — | US22 (10 Wo.)US | Erstveröffentlichung: 1977               |
| 1977 | Peace of Mind Boston                         | — | — | — | — | US38 (8 Wo.)US | Erstveröffentlichung: April 1977         |
| 1978 | Don’t Look Back                              | — | — | — | UK43 (5 Wo.)UK | US4 (13 Wo.)US | Erstveröffentlichung: 2. August 1978     |
| 1978 | A Man I’ll Never Be Don’t Look Back          | — | — | — | — | US31 (12 Wo.)US | Erstveröffentlichung: November 1978      |
| 1979 | Feelin’ Satisfied Don’t Look Back            | — | — | — | — | US46 (7 Wo.)US | Erstveröffentlichung: März 1979          |
| 1986 | Amanda Third Stage                           | DE46 (6 Wo.)DE | — | CH12 (7 Wo.)CH | — | US1 (18 Wo.)US | Erstveröffentlichung: 26. September 1986 |
| 1986 | We’re Ready Third Stage                      | — | — | — | — | US9 (15 Wo.)US | Erstveröffentlichung: 30. November 1986  |
| 1987 | Can’tcha Say (You Believe in Me) Third Stage | — | — | — | — | US20 (13 Wo.)US | Erstveröffentlichung: März 1987          |
| 1994 | I need your Love Walk On                     | — | — | — | — | US51 (10 Wo.)US | Erstveröffentlichung: 1994               |

Weitere Singles
- 1987: Hollyann
- 1994: What’s Your Name
- 1994: Livin’ for You
- 1994: Surrender To Me
- 1997: The Star Spangled Banner
- 2002: God Rest Ye Metal Gentlemen

## Auszeichnungen für Musikverkäufe
| Silberne Schallplatte - Vereinigtes Königreich - 2013: für das Album Greatest Hits Goldene Schallplatte - Dänemark - 2022: für die Single More Than a Feeling - Japan - 1994: für das Album Walk On - 2003: für das Album Greatest Hits - Kanada - 1986: für die Single Amanda - Neuseeland - 1977: für das Album Boston Platin-Schallplatte - Italien - 2019: für die Single More Than a Feeling - Kanada - 1994: für das Album Walk On - Spanien - 2024: für die Single More Than a Feeling | 3× Platin-Schallplatte - Kanada - 1986: für das Album Third Stage 4× Platin-Schallplatte - Kanada - 1979: für das Album Don’t Look Back - Neuseeland - 2024: für die Single More Than a Feeling Diamantene Schallplatte - Kanada - 1997: für das Album Boston |

Anmerkung: Auszeichnungen in Ländern aus den Charttabellen bzw. Chartboxen sind in ebendiesen zu finden.
| Land/RegionAuszeichnungen für Musikverkäufe (Land/Region, Auszeichnungen, Verkäufe, Quellen) | Silber  | Gold     | Platin       | Diamant     | Verkäufe   | Quellen             |
| -------------------------------------------------------------------------------------------- | ------- | -------- | ------------ | ----------- | ---------- | ------------------- |
| Dänemark (IFPI)                                                                              | —       | Gold1    | —            | —           | 45.000     | ifpi.dk             |
| Deutschland (BVMI)                                                                           | —       | Gold1    | —            | —           | 250.000    | musikindustrie.de   |
| Italien (FIMI)                                                                               | —       | —        | Platin1      | —           | 50.000     | fimi.it             |
| Japan (RIAJ)                                                                                 | —       | 2× Gold2 | —            | —           | 200.000    | riaj.or.jp          |
| Kanada (MC)                                                                                  | —       | Gold1    | 8× Platin8   | Diamant1    | 1.850.000  | musiccanada.com     |
| Neuseeland (RMNZ)                                                                            | —       | Gold1    | 4× Platin4   | —           | 130.000    | radioscope.co.nz    |
| Spanien (Promusicae)                                                                         | —       | —        | Platin1      | —           | 60.000     | elportaldemusica.es |
| Vereinigte Staaten (RIAA)                                                                    | —       | Gold1    | 21× Platin21 | Diamant1    | 31.500.000 | riaa.com            |
| Vereinigtes Königreich (BPI)                                                                 | Silber1 | 2× Gold2 | 2× Platin2   | —           | 1.460.000  | bpi.co.uk           |
| Insgesamt                                                                                    | Silber1 | 9× Gold9 | 37× Platin37 | 2× Diamant2 |            |                     |